# Otto Kuske
Otto Kuske (* 2. Dezember 1886 in Treten, Kreis Rummelsburg; † 10. Mai 1945 in Eberswalde) war ein deutscher Maler.

## Leben
Otto Kuske war der älteste von fünf Söhnen des Gastwirts und Gemeindevorstehers Hermann Kuske (1860–1924) und dessen Ehefrau Hulda, geb. Hoffmann (1856–1918). 1909 wurde er Dorfschullehrer in Simötzel im Kreis Kolberg-Körlin. Nach einem Zeichenlehrerstudium an der Kunstschule Berlin unterrichtete er zuerst an der Bürgerschule Polzin und ab 1912 an der Landwirtschaftsschule in Samter. 1915 kam er an die Friedrich-Wilhelms-Schule in Stettin. Von 1915 bis 1918 war er Soldat in Litauen, wo er an Fleckfieber erkrankte.
Otto Kuske trat dem Pommerschen Künstlerbund bei, an dessen Ausstellungen er sich beteiligte, kündigte 1936 den Schuldienst und arbeitete als freischaffender Kunstmaler. In Stettin-Ackermannshöhe richtete er sich ein Atelier ein. Er freundete sich mit Karl Rosenow, dem Gründer des Kreisheimatmuseums auf Schloss Rügenwalde, an und überließ ihm zahlreiche Bilder. Insgesamt erwarb das Kreisheimatmuseum Rügenwalde etwa 35 Bilder. In den Jahren 1941 bis 1944 stellte er im Kreisheimatmuseum aus: Im Jahre 1941 eine Aquarellfolge pommerscher Bauernhäuser, im Jahre 1942 pommersche Wald- und Heidelandschaften und im Jahre 1943 30 Aquarelle und Zeichnungen über pommersche Erinnerungsstätten an Bismarck. „Aus seinen Werken spricht die Liebe zur heimatlichen Landschaft, was ihn besonders in den letzten Jahren zum Vertreter der Heimatkunst machte“.
Zu Ende des Zweiten Weltkriegs wurde der größte Teil von Kuskes Bildern in seinem Stettiner Atelier zerstört. Er kam auf der Flucht bis Eberswalde, wo er von der Roten Armee eingeholt wurde und unter ungeklärten Umständen starb.
Otto Kuske war verheiratet mit Gertrud Lück (1890–1972). Die Tochter Hildtraut Winter gab 2007 ein Buch über ihren Vater heraus.